# Kunovo (Gostivar)
Kunovo (makedonsky: Куново, albánsky: Kunova) je vesnice v Severní Makedonii. Nachází se v opštině Gostivar v Položském regionu. 

## Demografie
Podle statistiky Vasila Kančova z roku 1900 žilo ve vesnici 262 obyvatel, všichni byli Makedonci. 
Podle sčítání lidu z roku 2021 žije ve vesnici jen 6 obyvatel makedonské národnosti.  
| Rok            | 1900 | 1905 | 1948 | 1953 | 1961 | 1971 | 1981 | 1991 | 1994 | 2002 | 2021 |
| -------------- | ---- | ---- | ---- | ---- | ---- | ---- | ---- | ---- | ---- | ---- | ---- |
| Počet obyvatel | 262  | 240  | 263  | 290  | 211  | 92   | 42   | 23   | 18   | 11   | 6    |